# Сведенборг, Пауль
Пауль Сведенборг (норв. Paul Svedenborg, род. 24 апреля 1947) — норвежский шахматист, национальный мастер.
Чемпион Норвегии 1966 и 1967 гг.
В составе сборной Норвегии участник двух шахматных олимпиад (1964 и 1968 гг.).
Шахматист агрессивного стиля. Часто стремился к обострению игры даже ценой ослабления собственной пешечной позиции.

## Вклад в теорию дебютов
Стиль игры Сведенборга нашел отражение и в его дебютных изысканиях. Именем норвежского шахматиста назван контрудар в латышском гамбите, при котором черные провоцируют белых на жертву фигуры с целью лишить черного короля рокировки. В результате возникает исключительно острая позиция.
После ходов 1. e4 e5 2. Кf3 f5 3. Сc4 fe 4. К:e5 черные играют 4... d5, предлагая белым сыграть 5. Фh5+ g6 6. К:g6 hg 7. Ф:g6+. Здесь вместо старого хода 7... Кре7, что ведет к перевесу белых, Сведенборг ввел в практику ход 7... Крd7!? с неясными осложнениями.

## Спортивные результаты
| Год  | Город     | Соревнование                                  | + | − | = | Результат | Место |
| ---- | --------- | --------------------------------------------- | - | - | - | --------- | ----- |
| 1964 | Тель-Авив | XVI Олимпиада (сборная Норвегии, запасной)    | 4 | 2 | 1 | 4½ из 7   |       |
| 1965 | Гаага     | Международный юношеский турнир                |   |   |   |           |       |
| 1966 | Будё      | Чемпионат Норвегии                            |   |   |   |           | 1     |
| 1967 | Берген    | Чемпионат Норвегии                            |   |   |   |           | 1     |
| 1968 | Лугано    | XVIII Олимпиада (сборная Норвегии, 3-я доска) | 4 | 4 | 5 | 6½ из 13  |       |
| 1989 | Рандаберг | Чемпионат Норвегии                            | 3 | 4 | 2 | 4 из 9    | 12—14 |
| 1991 | Йёвик     | Чемпионат Норвегии                            | 3 | 4 | 2 | 4 из 9    | 10—14 |